# Аргентина на зимних Олимпийских играх 1928
Аргентина принимала участие в Зимних Олимпийских играх 1928 года в Санкт-Морице (Швейцария) в первый раз за свою историю, но не завоевала ни одной медали. Все спортсмены были представлены в одном виде спорта — бобслее.

## Результаты

### Бобслей
Спортсменов — 10
Мужчины
| Соревнование | Спортсмены                                                                       | 1 заезд   | 1 заезд | 2 заезд   | 2 заезд | Итоговый результат | Итоговое место |
| Соревнование | Спортсмены                                                                       | Результат | Место   | Результат | Место   | Итоговый результат | Итоговое место |
| ------------ | -------------------------------------------------------------------------------- | --------- | ------- | --------- | ------- | ------------------ | -------------- |
| Пятёрки      | Артуро Грамахо Рикардо Гонсалес Мариано де Мария Рафаэль Иглесиас Хон Виктор Нас | 1:40,10   | 3       | 1:42,20   | 6       | 3:22,60            | 4              |
| Пятёрки      | Эдуардо Опе Хорхе дель Карриль Эктор Мильберг Орасио Иглесиас Орасио Грамахо     | 1:42,30   | 7       | 1:40,60   | 3       | 3:22,90            | 5              |